# Mahanoy City
Mahanoy City és una població dels Estats Units a l'estat de Pennsilvània. Segons el cens del 2000 tenia 4.647 habitants.

## Demografia
Segons el cens del 2000, Mahanoy City tenia 4.647 habitants, 2.113 habitatges, i 1.210 famílies. La densitat de població era de 3.518,1 habitants per quilòmetre quadrat.
Dels 2.113 habitatges en un 22,7% hi vivien nens de menys de 18 anys, en un 37,2% hi vivien parelles casades, en un 13,8% dones solteres, i en un 42,7% no eren unitats familiars. En el 39,5% dels habitatges hi vivien persones soles el 24,9% de les quals corresponia a persones de 65 anys o més que vivien soles. El nombre mitjà de persones vivint en cada habitatge era de 2,2 i el nombre mitjà de persones que vivien en cada família era de 2,92.
Per edats la població es repartia de la següent manera: un 21,3% tenia menys de 18 anys, un 6,8% entre 18 i 24, un 24,9% entre 25 i 44, un 21% de 45 a 60 i un 26% 65 anys o més.
L'edat mediana era de 43 anys. Per cada 100 dones de 18 o més anys hi havia 84,6 homes.
La renda mediana per habitatge era de 24.347 $ i la renda mediana per família de 32.033 $. Els homes tenien una renda mediana de 29.628 $ mentre que les dones 20.288 $. La renda per capita de la població era de 14.369 $. Entorn del 12,6% de les famílies i el 17,4% de la població estaven per davall del llindar de pobresa.

## Poblacions més properes
El següent diagrama mostra les poblacions més properes.